# Alexander Alexandrowitsch Ogarkow
Alexander Alexandrowitsch Ogarkow (russisch Александр Александрович Огарков; * 27. Januar 1987) ist ein russischer Biathlet.
Alexander Ogarkow wird von seiner Mutter Ljudmila Ogarkowa, der sowjetischen Meisterin von 1979, trainiert. Ab 2005 war er als Junior im russischen Nationalkader. Bei den Juniorenweltmeisterschaften 2006 in Presque Isle siegte er im Jugendwettbewerb gemeinsam mit Anton Schipulin und Alexander Starych in der Staffel und wurde Dritter in Sprint und Verfolgung. Beim Sprintwettbewerb in der Haute-Maurienne am 5. Februar 2010 debütierte Ogarkow im Europa-Cup mit Platz 36 und verbesserte sich in der Verfolgung um vier Plätze. 2009 und 2010 wurde er jeweils russischer Meister im Mannschaftswettbewerb der Militärpatrouille.
Ogarkow ist Student der Staatlichen Universität Kurgan (Курганский государственный университет).